# Bruno Hauptmann
Bruno Richard Hauptmann (26. listopadu 1899, Kamenec – 3. dubna 1936, New Jersey State Prison, Trenton, New Jersey) byl tesař německého původu, který byl odsouzen za únos a vraždu 20měsíčního syna pilota Charlese Lindbergha a jeho manželky Anne Morrow Lindberghové.
Lindberghův únos se stal známým jako „zločin století“. Hauptmann až do konce života prohlašoval svou nevinu, ale byl odsouzen za vraždu prvního stupně a popraven v roce 1936 na elektrickém křesle ve státní věznici v New Jersey.